# Hailey Baptiste
Hailey Baptiste (ur. 3 listopada 2001) – amerykańska tenisistka.

## Kariera tenisowa
W zawodach cyklu WTA Tour Amerykanka wygrała jeden turniej w grze podwójnej. W karierze wygrała cztery turnieje singlowe i cztery deblowe rangi ITF. 14 lipca 2025 zajmowała najwyższe miejsce w rankingu singlowym WTA Tour – 48. pozycję, natomiast 12 lutego 2024 osiągnęła najwyższą lokatę w deblu – 122. miejsce.
Jako juniorka osiągnęła finał US Open 2018 w grze podwójnej dziewcząt. Razem z Dalayną Hewitt przegrały w nim wynikiem 3:6, 2:6 z Coco Gauff i Catherine McNally.
W turnieju głównym zawodów cyklu WTA Tour zadebiutowała w 2019 roku podczas rozgrywek w Waszyngtonie. W pierwszej rundzie pokonała finalistkę wielkoszlemowego US Open, Madison Keys.
W sezonie 2021 zwyciężyła w finale zawodów deblowych w Charleston. Razem z Catherine McNally pokonały w nim Ellen Perez i Storm Sanders wynikiem 6:7(4), 6:4, 10–6.

## Finały turniejów WTA
| Legenda                   | Legenda |
| ------------------------- | ------- |
| Wielki Szlem              |         |
| Igrzyska olimpijskie      |         |
| WTA Tour Championships    |         |
| od 2021                   |         |
| WTA 1000 (obowiązkowe)    |         |
| WTA 1000 (nieobowiązkowe) |         |
| WTA 500                   |         |
| WTA 250                   |         |
| WTA 125                   |         |

### Gra podwójna 1 (1–0)
| Końcowy wynik | Nr | Data             | Turniej    | Nawierzchnia | Partnerka         | Przeciwniczki             | Wynik finału      |
| ------------- | -- | ---------------- | ---------- | ------------ | ----------------- | ------------------------- | ----------------- |
| Zwyciężczyni  | 1. | 18 kwietnia 2021 | Charleston | Ceglana      | Catherine McNally | Ellen Perez Storm Sanders | 6:7(4), 6:4, 10–6 |

## Finały turniejów WTA 125

### Gra podwójna 3 (2–1)
| Końcowy wynik | Nr | Data             | Turniej  | Nawierzchnia  | Partnerka       | Przeciwniczki                    | Wynik finału         |
| ------------- | -- | ---------------- | -------- | ------------- | --------------- | -------------------------------- | -------------------- |
| Finalistka    | 1. | 19 sierpnia 2023 | Stanford | Twarda        | Claire Liu      | Jodie Burrage Olivia Gadecki     | 6:7(4), 7:6(6), 8–10 |
| Zwyciężczyni  | 1. | 4 listopada 2023 | Midland  | Twarda (hala) | Whitney Osuigwe | Sophie Chang Ashley Lahey        | 2:6, 6:2, 10–1       |
| Zwyciężczyni  | 2. | 22 czerwca 2024  | Gaiba    | Trawiasta     | Alycia Parks    | Miriam Kolodziejová Anna Sisková | 7:6(4), 6:2          |

## Finały turniejów rangi ITF
| turnieje z pulą nagród 100 000 $ (W100) |
| turnieje z pulą nagród 80 000 $ (W80)   |
| turnieje z pulą nagród 60 000 $ (W75)   |
| turnieje z pulą nagród 40 000 $ (W50)   |
| turnieje z pulą nagród 25 000 $ (W35)   |
| turnieje z pulą nagród 15 000 $ (W15)   |

### Gra pojedyncza 6 (4–2)
| Rezultat     |    | Data       | Turniej    | ($)    | Naw.    | Przeciwniczka          | Wynik                |
| Zwyciężczyni | 1. | 28/01/2019 | Plantation | 25 000 | Ceglana | Anna Bondár            | 7:5, 6:7(6), 6:2     |
| Zwyciężczyni | 2. | 16/06/2019 | Sumter     | 25 000 | Twarda  | Victoria Duval         | 6:2, 7:5             |
| Zwyciężczyni | 3. | 24/11/2019 | Tucson     | 25 000 | Twarda  | Marcela Zacarías       | 4:6, 6:4, 6:3        |
| Finalistka   | 1. | 16/04/2023 | Boca Raton | 25 000 | Ceglana | Caroline Dolehide      | 4:6, 4:6             |
| Zwyciężczyni | 4. | 11/06/2023 | Caserta    | 60 000 | Ceglana | Raluca Șerban          | 6:3, 6:2             |
| Finalistka   | 2. | 18/02/2024 | Morelia    | 40 000 | Twarda  | Jéssica Bouzas Maneiro | 7:6(11), 1:6, 6:7(1) |

### Gra podwójna 9 (4–5)
| Rezultat     |    | Data       | Turniej       | ($)      | Naw.          | Partnerka       | Przeciwniczki                          | Wynik           |
| Finalistka   | 1. | 20/01/2019 | Daytona Beach | 25 000   | Ceglana       | Emina Bektas    | Anna Bondár Ulrikke Eikeri             | 3:6, 7:5, 9–11  |
| Finalistka   | 2. | 16/02/2020 | Nicholasville | 100 000  | Twarda (hala) | Whitney Osuigwe | Quinn Gleason Catherine Harrison       | 5:7, 2:6        |
| Zwyciężczyni | 1. | 30/01/2022 | Orlando       | 60 000   | Twarda        | Whitney Osuigwe | Angela Kulikov Rianna Valdes           | 7:6(7), 7:5     |
| Finalistka   | 3. | 06/01/2023 | Canberra      | 60 000   | Twarda        | Robin Anderson  | Irina Chromaczowa Anastasija Tichonowa | 4:6, 5:7        |
| Zwyciężczyni | 2. | 11/03/2023 | Boca Raton    | 25 000   | Ceglana       | Whitney Osuigwe | Francesca Di Lorenzo Makenna Jones     | 6:2, 6:2        |
| Zwyciężczyni | 3. | 12/11/2023 | Charleston    | 100 000  | Twarda        | Whitney Osuigwe | Nigina Abduraimova Carole Monnet       | 6:4, 3:6, 13–11 |
| Finalistka   | 4. | 27/02/2024 | Vero Beach    | 60 000+H | Ceglana       | Whitney Osuigwe | Allura Zamarripa Maribella Zamarripa   | 3:6, 6:3, 4–10  |
| Finalistka   | 5. | 03/02/2024 | Rome          | 60 000   | Twarda (hala) | Whitney Osuigwe | Angela Kulikov Jamie Loeb              | walkower        |
| Zwyciężczyni | 4. | 10/02/2024 | Irapuato      | 100 000  | Twarda        | Whitney Osuigwe | Ann Li Rebecca Marino                  | 7:5, 6:4        |

## Finały juniorskich turniejów wielkoszlemowych

### Gra podwójna (1)
| Końcowy wynik | Rok  | Turniej | Nawierzchnia | Partnerka      | Przeciwniczki                | Wynik finału |
| Finalistka    | 2018 | US Open | Twarda       | Dalayna Hewitt | Coco Gauff Catherine McNally | 3:6, 2:6     |